# Ye Cracke

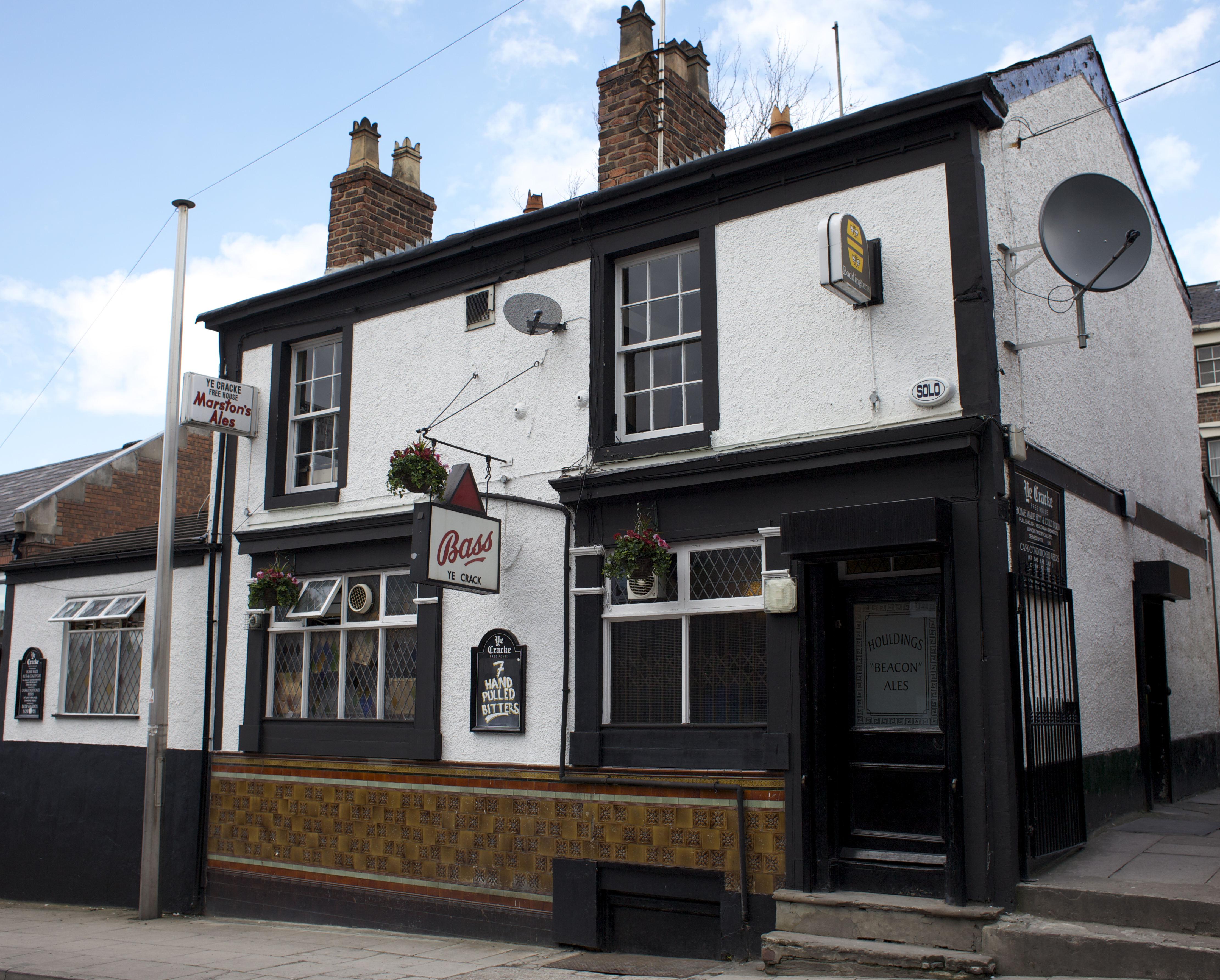
Ye Cracke, abril de 2010.

Ye Cracke es un pub de la Rice Street de Hope Street, Liverpool, Inglaterra. La "Y" es un thorn (Þ), el nombre es prounounciado "The Crack". A pesar del nombre faux, inglés antiguo, Ye Cracke es en realidad una casa pública del siglo XIX. La War Room es una pequeña habitación de madera en el bar, que es la parte más antigua de la taberna.
Una interesante colección de una veintena de planos de edificios locales se muestran en la pared, y todos estos datan de la década de 1960. Tiene conexiones históricas con The Beatles (ya que era frecuentado por John Lennon y su novia Cynthia cuando estaban en la escuela de arte) y The Quarrymen (a la que una placa se cuelga en la barra).
Los doctores Thomas Cecil Gray y John Halton han concebido las técnicas descritas en su libro de 1946 A Milestone in Anaesthesia, mientras estaban en el pub.